# Jon Brant
Jon Brant (20 de febrero de 1955 en Chicago) es un músico estadounidense, popular por haber sido el bajista de la agrupación Cheap Trick de 1981 a 1987. Brant fue uno de los fundadores de la banda D'Thumbs, junto a Tommy Aldridge y Pete Comita, y también ha trabajado con artistas como Chris Spedding, Robert Gordon, Lou Reed, Diana Ross, Leslie Gore y Micki Free, entre otros.

## Discografía

### Cheap Trick
- One on One (1982)
- Next Position Please (1983)
- Standing on the Edge (1985)
- The Doctor (1986)